# Élection présidentielle srilankaise de 1994
L'élection présidentielle sri lankaise de 1994 est la troisième élection présidentielle du Sri Lanka. Le président du Sri Lanka Ranasinghe Premadasa a été assassiné par les Tigres tamouls, et son Premier ministre Dingiri Banda Wijetunga est nommé président intérimaire.

## Contexte
Le président Wijetunga a choisi de ne pas se présenter aux élections de 1994 ; par conséquent, l'United National Party a choisi le candidat chef de l'opposition Gamini Dissanayake. Son principal adversaire était la Première ministre Chandrika Kumaratunga du Sri Lanka Freedom Party, dont le parti avait remporté les élections législatives en 1994.
Le 24 octobre 1994, pendant la campagne présidentielle, Gamini Dissanayake a été assassiné par les Tigres tamouls. Son nom sur le bulletin de vote a été remplacé par son épouse Srima Dissanayake.
Les élections n'ont pas eu lieu dans la province du Nord contrôlé par les LTTE.

## Résultats
Résumé du résultats de l'élection présidentielle de 1994
| Candidat              | Candidat                 | Parti politique                             | Votes      | %       |
| --------------------- | ------------------------ | ------------------------------------------- | ---------- | ------- |
|                       | Chandrika Kumaratunga    | People's Alliance                           | 4,709,205  | 62.28%  |
|                       | Srima Dissanayake        | United National Party                       | 2,715,283  | 35.91%  |
|                       | Hudson Samarasinghe      | Indépendant                                 | 58,886     | 0.78%   |
|                       | Harischandra Wijayatunga | Sinhalaye Mahasammatha Bhoomiputra Pakshaya | 32,651     | 0.43%   |
|                       | A. J. Ranasinghe         | Indépendant                                 | 22,752     | 0.30%   |
|                       | G. A. Nihal              | Sri Lanka Progressive Front                 | 22,749     | 0.30%   |
| Votes valables        | Votes valables           | Votes valables                              | 7 561 526  | 100.00% |
| Votes rejetés         | Votes rejetés            | Votes rejetés                               | 151 706    |         |
| Nombre de votes       | Nombre de votes          | Nombre de votes                             | 7 713 232  |         |
| Électeurs enregistrés | Électeurs enregistrés    | Électeurs enregistrés                       | 10,945,065 |         |
| Participation         | Participation            | Participation                               | 70.47%     |         |